# 蘇過
蘇過（1072年—1123年），字叔黨，號斜川居士，眉州眉山县（今四川省眉山市）人，北宋文學家、官员。蘇軾第三子。王閏之次子。

## 生平
熙寧五年（1072年）生。歷官兵部右承務郎，隨蘇軾謫英州，貶惠州。知潁昌府（今河南許昌）郎城縣。晚年權通判中山。朱熹說他與范淳夫子范溫皆對六賊之一的梁师成以父禮事之。後家潁昌種植水竹數畝，名小斜川，自號斜川居士，蘇軾說：“過子詩似翁”。“作文極峻壯，有家法”，時稱小坡。宣和五年（1123年）卒於鎮陽行道中。有《斜川集》二十卷。